# يوتا مينامي
يوتا مينامي (باليابانية: 南 雄太) (30 سبتمبر 1979 في كاواساكي في اليابان – )؛ هو لاعب كرة قدم ياباني سابق كان يلعب كحارس مرمى.

## وصلات خارجية
- يوتا مينامي على موقع الاتحاد الدولي (مؤرشف)  (الإنجليزية)
- يوتا مينامي على موقع رابطة كرة القدم اليابانية للمحترفين (اليابانية)
- يوتا مينامي على موقع قاعدة بيانات كرة القدم.إي يو (الإنجليزية)
- يوتا مينامي على موقع Soccerway.com (الإنجليزية)
- يوتا مينامي على موقع عالم كرة القدم.نت (الإنجليزية)